# Megachile alopecura
Megachile alopecura is een vliesvleugelig insect uit de familie Megachilidae. De wetenschappelijke naam van de soort is voor het eerst geldig gepubliceerd in 1923 door Cockerell.